# Jan Verheyen (réalisateur)
Pour les articles homonymes, voir Jan Verheyen et Verheyen.
Jan Jozef Verheyen, né le 18 mars 1963 à Tamise (province de Flandre-Orientale), est un réalisateur, acteur et présentateur de télévision belge néerlandophone.

## Biographie
Jan Verheyen naît le 18 mars 1963 à Tamise.
Comme scénariste de bande dessinée, il écrit pour le dessinateur Jan Bosschaert l'épisode De verwoede verzamelaar [« Le Collectionneur passionné »] des aventures de Bob et Bobette publié par Standaard Uitgeverij en 2015.

## Filmographie partielle
Sauf indication contraire, les informations mentionnées dans cette section peuvent être confirmées par les bases de données cinématographiques IMDb et Allociné,  présentes dans la section « Liens externes ».

### Comme réalisateur
- 1991 : Boys
- 1995 : The Little Death
- 1996 : Alles moet weg[3]
- 2000 : Team Spirit
- 2002 : Alias
- 2003 : Team Spirit 2
- 2005 : Buitenspel[4]
- 2007 : Vermist
- 2008 : Los (nl)
- 2009 : Dossier K.
- 2010 : Zot van A.
- 2013 : Le Verdict
- 2017 : Double face [« Het tweede gelaat »].